# 이고리 레비틴

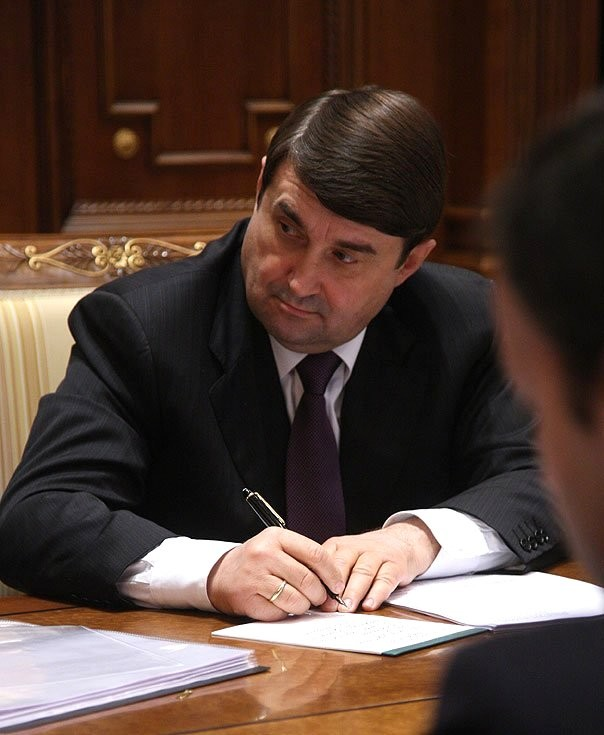
이고리 레비틴

이고르 예브게니예비치 레비틴(Igor Yevgeniyevich Levitin, Игорь Евгеньевич Левитин, 1952년 2월 21일, 소비에트 연방, 우크라이나 소비에트 사회주의 공화국, 오데사주, 체브리코베 ~)은 러시아의 정치인으로, 2004년 3월 9일부터 러시아 연방의 교통장관을 맡고 있다.